# Mecynocorpus
Mecynocorpus is een vliegengeslacht uit de familie van de dambordvliegen (Sarcophagidae).

## Soorten
- M. salva (Aldrich, 1916)